# Chana (aldea)
Chana es una aldea que se localiza en el municipio de Tajumulco del departamento de San Marcos en Guatemala. Se sitúa aproximadamente a 293 km de la ciudad capital, cuyo recorrido en carretera es asfaltado.

## Localización y clima
La aldea Chana se encuentra a una altitud de 2085 m s. n. m., y se caracteriza por su clima frío. Las temperaturas durante el año varían desde un mínimo de 2 °C en los meses de diciembre y enero a un máximo de 25 °C en los meses de marzo y abril, manteniendo una temperatura promedio de 19 °C. La precipitación media anual es de 2300 mm.

## Vías de acceso
Se parte desde ciudad de Guatemala por la carretera CA-1 Occidente de la cual se recorren 252 km hasta llegar a la cabecera departamental de San Marcos, luego se toma la ruta nacional 12 hasta llegar a la cabecera municipal Tajumulco, ubicada a 37 kilómetros de la cabecera departamental. Desde la cabecera municipal hasta la aldea Chana se realiza un recorrido de aproximadamente 4 kilómetros.

## Población
La población total estimada de la aldea es de 804 habitantes (2009), distribuidos en 134 viviendas. 
El 86% de los habitantes de la comunidad pertenecen al grupo étnico Mam, siendo este el idioma predominante, además del castellano.  La mayoría de las viviendas son de adobe y techo de lámina, aunque también se pueden observar viviendas de madera.  La Aldea está conformada por 134 viviendas con un total de 804 habitantes, con un promedio de 6 habitantes por vivienda y una tasa de crecimiento anual de 2%; lo que representa 199 viviendas y 1195 habitantes futuros con una proyección o periodo de diseño de 20 años.

## Actividad económica
La principal actividad económica es la siembra de granos básicos como el maíz y frijol y como actividades secundarias el comercio y la fabricación de artesanías.

## Servicios básicos

### Abastecimiento de agua
Actualmente los pobladores se abastecen de agua para consumo humano y usos domésticos por medio de un sistema de miniriego construido hace 10 años o bien por acarreo desde fuentes superficiales, el agua que consumen del sistema de riego no es bacteriológicamente apta lo que provoca que los pobladores presente enfermedades gastrointestinales y de la piel.